# Juan Antonio Escurra
Juan Antonio Escurra (Caraguatay, 6 de mayo de 1859-Villa Hayes,24 de agosto de 1929) fue un político y militar paraguayo que se desempeñó como 16.º presidente de la República de Paraguay entre el 25 de noviembre de 1902 y el 19 de diciembre de 1904, año en que fue depuesto por una revolución.

## Biografía
Nació en Caraguatay, el 6 de mayo de 1859. Realizó sus estudios primarios en su ciudad natal y posteriormente se dedicó a actividades rurales. En 1879, a los 20 años, ingresó al Ejército Paraguayo como soldado raso, iniciando así una carrera militar que lo llevaría a ocupar importantes cargos dentro de la institución.
En 1891 fue designado comandante militar del Departamento de Misiones, y en mayo de 1892 fue promovido al rango de sargento mayor, además de ser nombrado comandante de las fuerzas de caballería. En julio de 1894 obtuvo el grado de teniente coronel y el 24 de agosto de 1897 fue ascendido a coronel. Su ascenso más importante, según algunos registros, fue el de alférez de caballería. Tuvo un rol destacado en el golpe que depuso a Emilio Aceval y participó activamente en la revuelta del 18 de octubre de 1891, defendiendo al gobierno encabezado en ese entonces por el general Juan Bautista Egusquiza.
Entre 1898 y 1902 se desempeñó como ministro de Guerra y Marina durante las presidencias de Emilio Aceval y Héctor Carvallo. Fue un militante del Partido Colorado.
Accedió a la presidencia de la República tras un periodo de inestabilidad política, ejerciendo el cargo desde el 25 de noviembre de 1902 hasta el 9 de diciembre de 1904. Su gobierno estuvo marcado por un crecimiento económico moderado, reformas en educación y una relativa estabilidad institucional, hasta su derrocamiento en el contexto de la revolución liberal.
Falleció en Villa Hayes el 24 de agosto de 1929.

## Presidente de la República (1902-1904)
Fue presidente de la República a la edad de 43 años, entre el 25 de noviembre de 1902 y el 19 de diciembre de 1904. Se alejó del poder y no pudo completar su periodo a consecuencia de la revolución de ese año. Su vicepresidente fue Manuel Domínguez, quien se plegó dicha revolución. 

### Gabinete ministerial
El gabinete de Juan Antonio Escurra fue conocido por la juventud relativa de sus integrantes, cuyas edades oscilaban entre los 26 y 63 años. Se distinguió por reunir a figuras que posteriormente tendrían proyección en la vida política e institucional del país. A continuación se presenta la composición ministerial durante su administración:
| Cargo                                             | Ministros                                                                 |
| ------------------------------------------------- | ------------------------------------------------------------------------- |
| Ministro de Hacienda                              | Fulgencio R. Moreno, Juan Bautista Gaona, Emiliano González Navero        |
| Ministro del Interior                             | Eduardo Fleitas, José Emilio Pérez                                        |
| Ministro de Justicia, Culto e Instrucción Pública | Cayetano Carreras                                                         |
| Ministro de Guerra y Marina                       | Antonio Cáceres, Patricio Escobar, Bernardino Caballero, Benigno Ferreira |
| Ministro de Relaciones Exteriores                 | Pedro Pablo Peña, Cayetano Carreras, Gualberto Cardús Huerta              |

### Desarrollo institucional y económico
Durante la administración de Juan Antonio Escurra se registraron avances en materia institucional y económica. Se estabilizó la moneda nacional y se equilibró el presupuesto general del Estado, lo que otorgó a la divisa paraguaya un valor apreciable durante el período. En paralelo, se evidenció un auge del comercio exterior: la firma Casal Ribeiro exportó con éxito tabaco y algodón hacia Europa, mientras que Rius y Jorba incrementó las exportaciones de cuero, lana y cerdas.
Se adoptó el Código de Comercio de Argentina como cuerpo normativo en la materia, y se promovieron medidas de integración regional y diplomática, como la donación del Solar de Artigas a Uruguay y la autorización para la construcción del Monumento a los Héroes de Ytororõ.

### Educación, salud y cultura
El período se caracterizó también por un impulso en el ámbito educativo y científico. Se fundó el Colegio San José, dirigido por los padres bayoneses y cuyo lema era Fiat voluntas Dei («Hágase la voluntad de Dios»). En febrero de 1903 se celebró el Primer Congreso Pedagógico Nacional, y en marzo de 1904 se implementó el llamado Plan Franco en el Colegio Nacional de la Capital.
En el campo de la salud, el gobierno facilitó la participación del doctor Arturo Rebaudi —abiertamente contrario al lopismo— como delegado paraguayo ante el II Congreso Médico Internacional, celebrado en Buenos Aires en 1904. Ese mismo año egresaron los primeros profesionales de la Facultad de Medicina de la Universidad Nacional de Asunción, entre ellos Andrés Barbero, Ricardo Odriozola, Manuel Urbieta y Eusebio Taboada.

### Nombramientos y administración pública
Durante su mandato, Escurra efectuó diversas designaciones en la administración pública. El 29 de diciembre de 1903, Cecilio Báez fue nombrado enviado plenipotenciario ante los gobiernos de México y Estados Unidos, mientras que Juan E. O’Leary asumió como interventor de la Lotería Nacional. En 1902, Silvano Mosqueira renunció a la Secretaría de la Municipalidad de Asunción, siendo reemplazado por Federico Chaves. Un año más tarde, el doctor Tomás Matto cesó en sus funciones como jefe de Policía de la Capital.
Asimismo, se creó la Junta Económico-Administrativa de Mbuyapey, con Ceferino Ayala como presidente y Carlos Pastore como vicepresidente. En la Biblioteca Nacional, Fernando Vera fue designado calígrafo en sustitución de Alberto Correa, quien había presentado su renuncia. En 1904, el poeta Narciso R. Colmán ejerció funciones como juez de paz en la localidad de Caballero.

## Vida personal
Tras los sucesos políticos de agosto de 1904, marcados por un levantamiento militar en la localidad de Villeta y la posterior revolución de octubre de ese mismo año —que culminó con la caída de Escurra y el fin del predominio republicano en el poder—, Escurra se retiró definitivamente de la vida pública. A partir de entonces, llevó una existencia apartada de los asuntos políticos, caracterizada por la sencillez y la vida familiar.
Se radicó en la ciudad de Villa Hayes, donde estableció un hogar basado en un entorno de estabilidad y armonía doméstica. Estuvo casado con Josefa M. Rojas Acosta, hermana del general Manuel Rojas Acosta y de Benigno Rojas Acosta. La pareja tuvo una hija, Petrona de Mercedes Escurra Rojas.

## Fallecimiento
El coronel Escurra falleció en Villa Hayes el 24 de agosto de 1929. El Poder Ejecutivo, mediante decreto, dispuso que se le rindieran los honores correspondientes. Su cuerpo fue velado en el Palacio de los López y posteriormente trasladado al Cementerio de la Recoleta.
Al arribar la caravana fúnebre al Puerto de Asunción, la batería de la Artillería de Marina realizó una salva de once cañonazos, conforme a una disposición especial del Ministerio de Guerra y Marina. La guardia de honor estuvo integrada por una sección de la Marinería. Frente al féretro desfilaron altas autoridades como el ministro de Hacienda, Eligio Ayala, el presidente José P. Guggiari, miembros del Supremo Tribunal de Justicia, legisladores, figuras destacadas del Partido Colorado y numerosas familias pertenecientes a la alta sociedad asuncena.
Se ofició una misa de cuerpo presente en la Catedral Metropolitana de Asunción, presidida por el arzobispo Juan Sinforiano Bogarín. Finalmente, los restos del coronel Escurra fueron depositados en el Panteón Militar. Al momento del entierro, la artillería naval realizó una segunda salva de once cañonazos en su honor.